# 19 de fevereiro nos Jogos Olímpicos de Inverno de 2010
O dia 19 de fevereiro foi o oitavo dia de competições dos Jogos Olímpicos de Inverno de 2010. Neste dia foram disputadas competições de sete esportes e quatro finais. Foi o último dia de competições do skeleton.

## Esportes
| - Curling - Esqui alpino - Esqui cross-country - Hóquei no gelo | - Patinação artística - Salto de esqui - Skeleton |

## Resultados

### Curling
Em apenas seis ends, a Dinamarca sofre duas derrotas nos torneios de curling. No masculino, vitória do Canadá por 10 a 3. No feminino, vitória da China por 11 a 1. No mesmo torneio, os Estados Unidos conseguem sua primeira vitória com um 6 a 4 sobre a Rússia.

### Esqui alpino
Na prova Super-G masculino, o norueguês Aksel Lund Svindal conquista o ouro com tempo de 1:30.34. Completam o pódio os americanos Bode Miller e Andrew Weibrecht. Os treze primeiros colocados ficaram com uma diferença de menos de um segundo no tempo final.

### Esqui cross-country
Na perseguição combinada feminina, em que as atletas percorrem 7,5 km no estilo clássico e mais 7,5 km no estilo livre, a vitória ficou com a norueguesa Marit Bjoergen. Sua compatriota Kristin Stoermer Steira perdeu o bronze por um centésimo de segundo para a polonesa Justyna Kowalczyk. A prata foi para a sueca Anna Haag.

### Hóquei no gelo
Apenas partidas do torneio masculino foram disputadas neste dia. Pelo grupo B, a República Checa derrotou a Letônia por 5 a 2. No grupo C, a Suécia venceu a Bielorrússia por 4 a 2 e a Finlândia goleou a Alemanha por 5 a 0.

### Patinação artística
No primeiro dia da competição de Dança no gelo, os russos Oksana Domnina e Maxim Shabalin tiveram a melhor performance de Tango Romântica e ficaram com a melhor nota. Menos de quatro pontos separam os quatro primeiros colocados.

### Salto de esqui
A fase de classificação da prova Pista longa individual, os japoneses Noriaki Kasai e Daiki Ito ficam com os melhores resultados e se classificaram para a fase final. Outros 38 atletas conseguem classificação e se juntam a dez pré-classificados.

### Skeleton
As disputas do skeleton se encerraram com vitórias da Grã-Bretanha e do Canadá. No feminino, a britânica Amy Williams ficou com o ouro, mesmo com protestos das equipes do Canadá e dos Estados Unidos, que alegaram uma ilegalidade no capacete da atleta. A Federação Internacional de Bobsleigh e de Tobogganing não aceitou os protestos e manteve o resultado. No masculino, o canadense Jon Montgomery tirou uma diferença de dezoito centésimos na última descida e deixou o letão Martins Dukurs, líder até então, em segundo.

## Campeões do dia
Esses foram os "campeões" (medalhistas de ouro) do dia:
| Medalhas de Ouro    | Medalhas de Ouro               | Medalhas de Ouro   | Medalhas de Ouro | Medalhas de Ouro |
| Modalidades         | Categoria                      | Atleta (s)         | País             | Ref.             |
| ------------------- | ------------------------------ | ------------------ | ---------------- | ---------------- |
| Esqui alpino        | Super-G masculino              | Aksel Lund Svindal | NOR Noruega      | [ 4 ]            |
| Esqui cross-country | Perseguição combinada feminina | Marit Bjoergen     | NOR Noruega      | [ 5 ]            |
| Skeleton            | Feminino                       | Amy Williams       | GBR Grã-Bretanha | [ 13 ]           |
| Skeleton            | Masculino                      | Jon Montgomery     | CAN Canadá       | [ 14 ]           |

## Líderes do quadro de medalhas ao final do dia 19
País sede destacado
| Ordem | País               | Medalha de ouro | Medalha de prata | Medalha de bronze |    |
| ----- | ------------------ | --------------- | ---------------- | ----------------- | -- |
| 1     | USA Estados Unidos | 6               | 6                | 8                 | 20 |
| 2     | NOR Noruega        | 5               | 3                | 2                 | 10 |
| 3     | GER Alemanha       | 4               | 5                | 4                 | 13 |
| 4     | CAN Canadá         | 4               | 3                | 1                 | 8  |
| 5     | KOR Coreia do Sul  | 3               | 2                |                   | 5  |